# Miraflores (Guaviare)
Miraflores è un comune della Colombia facente parte del dipartimento di Guaviare.
L'abitato nacque grazie a più migrazioni successive di coloni a partire dalla prima metà del XX secolo, mentre l'istituzione del comune è dell'8 febbraio 1990.